# Teufelssalat

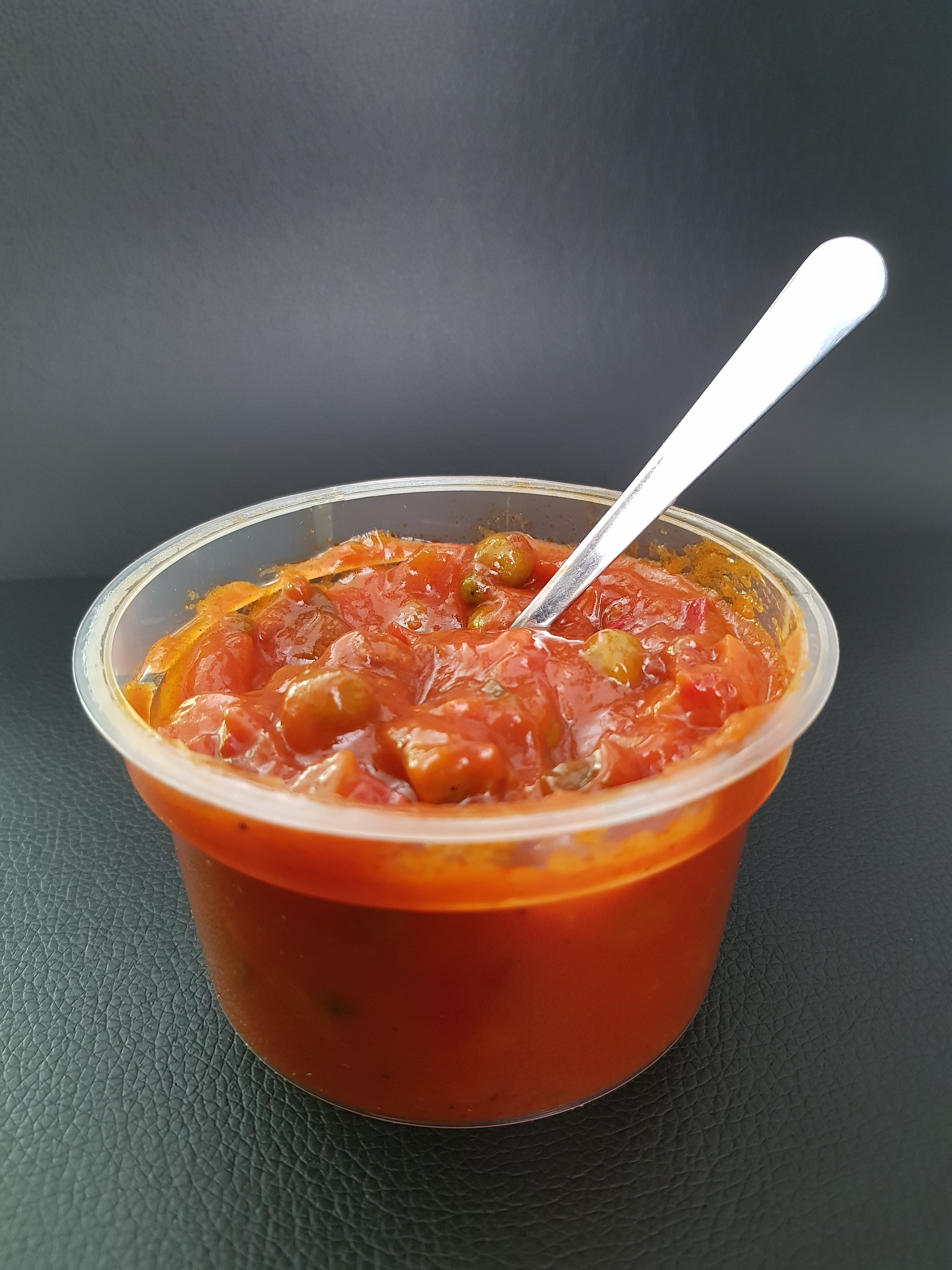
Industriell hergestellter Teufelssalat

Teufelssalat (auch Teufelsalat) ist ein Feinkost-Salat auf der Basis von gekochtem Fleisch und Wurst. Der Namensbestandteil Teufel (französisch: á la diable, englisch: devilled) meint in der Küchensprache „scharf gewürzt“ und bezieht sich auf die rote Farbe und die „deftige“ Würzung.

## Zubereitung
In Deutschland werden bei der Herstellung von Feinkostwaren meist Standardrezepte verwendet. Ein Beispiel dafür ist:
Zur Vorbereitung bereitet man eine Teufelssauce aus Tomatenmark, Bratensauce, Weißwein, Brühe, Zwiebeln und Weißem Pfeffer und Cayennepfeffer zu. Ebenso kocht man je nach Rezept Rindfleisch, Schweinefleisch oder Kalbfleisch. Nach dem Abkühlen schneidet man das Fleisch in Würfel und gibt es zu gleich großen Würfeln von Brühwurst und Blutwurst. Zusammen mit Brunoise von Gewürzgurken vermengt man es dann abschließend mit der Sauce. Als Fleischsalat enthält das Rezept 45 % Fleisch und 30 % Wurst.

## Varianten
Neben gekochtem wird auch gebratenes Fleisch verwendet. Bei Rindfleisch werden dann magere Stücke aus Hüfte oder Roastbeef verwendet. Daneben finden auch Fleischwaren wie Schinken Verwendung.
Zwiebel- und Tomatenwürfel können auch als Einlage zur Verwendung kommen. Neben Gewürzgurken werden auch andere Gemüsekonserven wie Champignons, Sojasprossen, Mais, Bohnen, Erbsen oder Ananas eingesetzt.
Weitere Gewürze und Würzmittel sind Peperoni, Chili, Tabasco, Senf, Öl und Essig, Speisesalz, Zucker und Zitronensaft oder Worcestersauce.
Fertigerzeugnisse im Einzelhandel enthalten meist weniger Fleisch und mehr Gemüse und Sauce als Feinkosterzeugnisse in Fleischerei und Gastronomie. Ein Beispiel ist das Erzeugnis „Würziger Teufelssalat“ der Firma Homann Feinkost.